# Giffoni Sei Casali
Giffoni Sei Casali – miejscowość i gmina we Włoszech, w regionie Kampania, w prowincji Salerno.
Według danych na rok 2004 gminę zamieszkiwało 4168 osób, 122,6 os./km².